# بيتر سلاتر
بيتر سلاتر هو لاعب هوكي الجليد كندي، ولد في 31 يناير 1948 في رنفرو ‏ في كندا.

## وصلات خارجية
- بيتر سلاتر على موقع HockeyDB.com (الإنجليزية)
- بيتر سلاتر على موقع Hockey-Reference.com (الإنجليزية)